# Instituto de Música, Teatro y Medios de Hannover
El Instituto de Música, Teatro y Medios de Hannover (en alemán: Hochschule für Musik, Theater und Medien Hannover, abreviado como HMTMH) es un centro universitario de artes escénicas y medios de comunicación en Hannover, Baja Sajonia, Alemania. Fundado de 1897, se ha reorganizado y cambiado de nombre a lo largo de los años, más recientemente en 2010, cuando cambió de Escuela Estatal de Música y Drama de Hannover ( Staatliche Hochschule für Musik und Theater Hannover , o simplemente Musikhochschule Hannover).  Desde 2010, su presidenta es Susanne Rode-Breymann .  En 2021, la universidad tiene 1484 estudiantes y un total de 477 empleados.

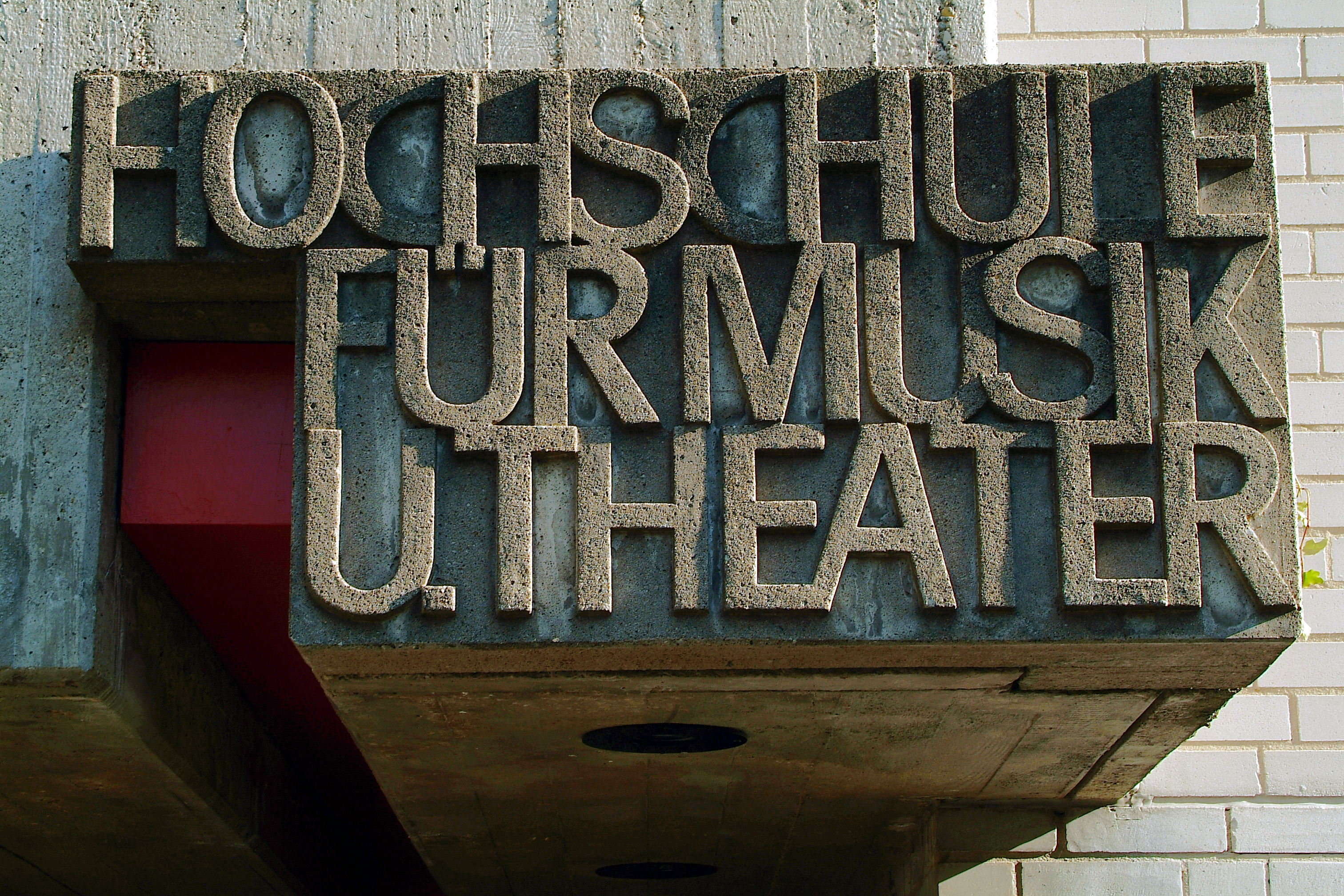
Nombre que se muestra encima de la entrada del edificio principal construido en 1970–73.

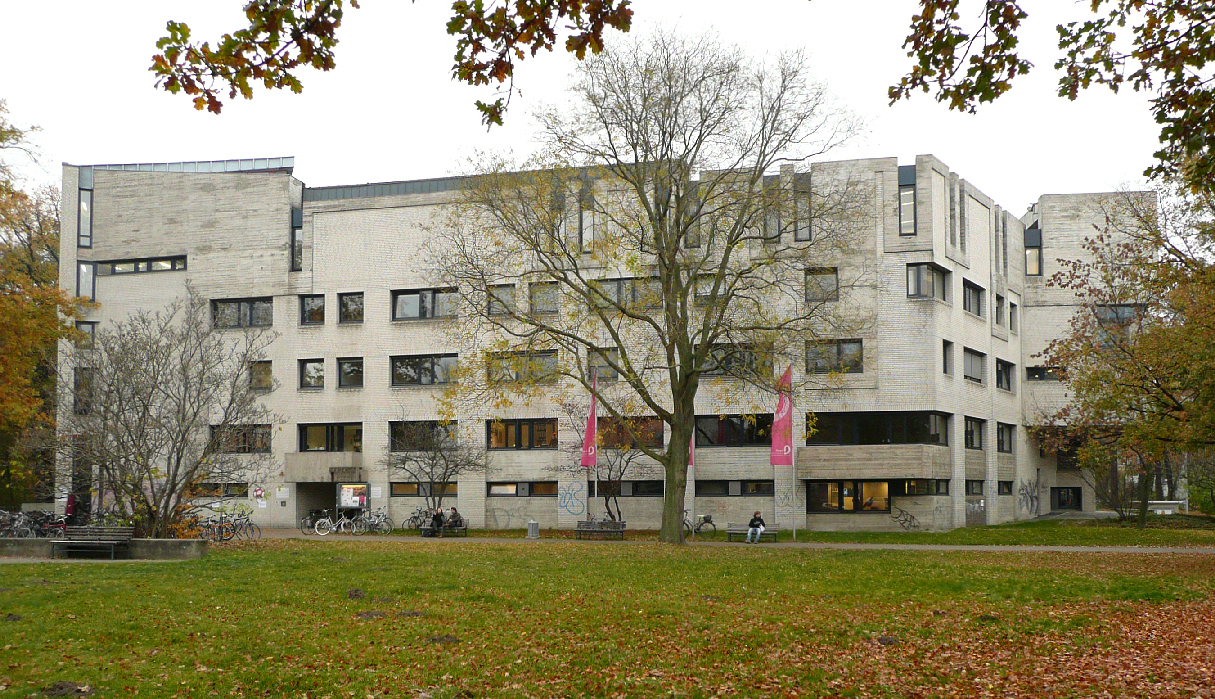
Edificio principal desde el suroeste